# Dead Star/In Your World
"Dead Star" e "In Your World" são canções da banda inglesa de rock alternativo Muse. As músicas foram laçadas como single em 17 de junho de 2002 e depois como EP no Japão e no Reino Unido. O single alcançou a posição n° 13 no UK Singles Chart.

## Faixas

### Single
Todas as faixas escritas e compostas por Muse. 
| CD1/2 vinil'7 |                 |         |  |
| N.º           | Título          | Duração |  |
| 1.            | "In Your World" | 2:28    |  |
| 2.            | "Dead Star"     | 3:33    |  |

| CD1 "Dead Star"/"In Your World" |                                                                             |         |  |
| N.º                             | Título                                                                      | Duração |  |
| 1.                              | "Dead Star"                                                                 | 3:33    |  |
| 2.                              | "In Your World"                                                             | 2:27    |  |
| 3.                              | "Futurism" (lançada originalmente na versão japonesa de Origin of Symmetry) | 3:27    |  |
| 4.                              | "New Star Collission"                                                       | 3:45    |  |
| 5.                              | "Spiral Static" (lançada originalmente na versão japonesa de Showbiz)       | 4:56    |  |
| 6.                              | "Can't Take My Eyes Off You"                                                | 4:52    |  |

| CD2 "In Your World"/"Dead Star" |                                                       |         |  |
| N.º                             | Título                                                | Duração |  |
| 1.                              | "In Your World"                                       | 2:28    |  |
| 2.                              | "Dead Star"                                           | 3:33    |  |
| 3.                              | "Can't Take My Eyes Off You" (cover de Frankie Valli) | 4:52    |  |
| 4.                              | "In Your World" (Video)                               |         |  |

### EP
| França |                              |         |  |
| N.º    | Título                       | Duração |  |
| 1.     | "Dead Star"                  |         |  |
| 2.     | "In Your World"              |         |  |
| 3.     | "Futurism"                   |         |  |
| 4.     | "Can't Take My Eyes Off You" |         |  |
| 5.     | "Dead Star" (Instrumental)   |         |  |
| 6.     | "Dead Star" (Video)          |         |  |
| 7.     | "In Your World" (Video)      |         |  |

| Japão |                              |         |  |
| N.º   | Título                       | Duração |  |
| 1.    | "Dead Star"                  |         |  |
| 2.    | "In Your World"              |         |  |
| 3.    | "Can't Take My Eyes Off You" |         |  |
| 4.    | "In Your World" (Video)      |         |  |
| 5.    | "Dead Star" (Video)          |         |  |

## Tabelas musicais
| Paradas (2002)                 | Melhor posição |
| ------------------------------ | -------------- |
| Reino Unido (UK Singles Chart) | 13             |